# 750毫米铁轨

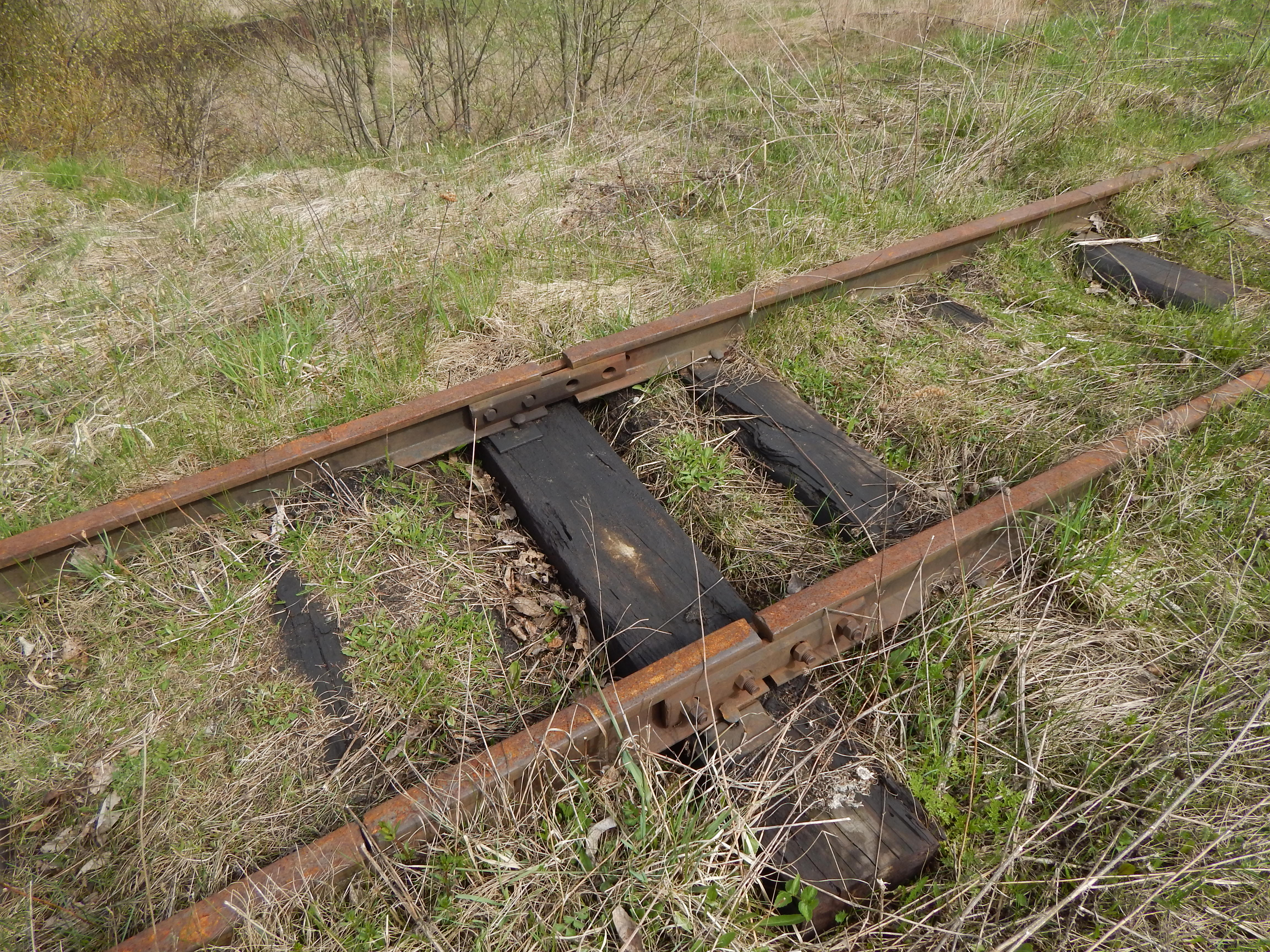
一段750毫米窄轨

750毫米铁轨，合2英尺5又1⁄2英寸，是窄轨的一种，载运能力相对较低。包括土耳其、希腊、俄罗斯，以及西班牙等国在内的部分铁路使用750毫米铁轨。